# Foodsharing.de
Foodsharing.de — интернет-платформа для сбора и распределения излишков еды в Германии, Австрии и Швейцарии. Она была основана 12 декабря 2012 года и принадлежит ассоциации Foodsharing (Foodsharing e.V.). На foodsharing.de Архивная копия от 9 марта 2016 на Wayback Machine частные лица, ретейлеры и производители могут предлагать или забирать продукты питания, которые иначе были бы выброшены. Слоган проекта — «делиться едой вместо того, чтобы выбрасывать». Сервис бесплатен и работает благодаря усилиям волонтёров. Целью проекта является борьба с повседневным выбрасыванием пригодных в пищу продуктов и повышении уровня информированности об этой проблеме в обществе.

## История
Первоначальная идея создать платформу по борьбе с выбрасыванием продуктов возникла летом 2011 года у Валентина Турна, режиссёра фильма «Вкус отходов», и Себастьяна Энгброкса (нем. Sebastian Engbrocks), руководителя рекламной кампании фильма. В начале 2012 года студенты-дизайнеры Томас Герлинг и Кристиан Центер и тележурналист Инес Райнер независимо друг от друга пришли к подобной идее. Общий проект стал результатом их сотрудничества. В промежуток с апреля по июль 2012 года они собрали стартовый капитал с помощью краудфандинга через Startnext.de. Необходимо было собрать 10 000 евро, и в итоге с помощью 394 сторонников проекта была собрана сумма в 11 594 евро.
16 ноября вышла бета-версия платформы, 12 декабря 2012 года платформа была запущена. Впоследствии 12 мая 2013 года у платформы был обновлён дизайн и появились новые параметры поиска. В мае 2013 года подобная платформа была также запущена в Австрии, первоначально под названием myfoodsharing.at, в настоящее время она объединена с немецкой платформой. По состоянию на февраль 2014 года немецкая часть foodsharing.de насчитывает около 35 000 активных пользователей. Проект получил экологическую премию «Greentec Awards» в категории «Коммуникации» 10 июля 2013 года.
В декабре 2014 года foodsharing.de был объединён с lebensmittelretten.de — веб-сайтом, основанным Рафаэлем Феллмером и Рафаэлем Винтрихом. Возможность делиться едой с другими людьми была взята из foodsharing.de, в то время как сотрудничество с магазинами и супермаркетами была взята из lebensmittelretten.de.

## Концепция
foodsharing.de позволяет людям делиться едой друг с другом, а также даёт возможность добровольцам забирать излишки еды из организаций. Участники могут оставлять еду себе, раздавать друзьям и знакомым, а также распространять через общедоступные места для хранения еды. У проекта налажено сотрудничество как с крупными сетями, такими как Bio Company, так и с отдельными магазинами, ресторанами, отелями и пекарнями. Главная цель — экологическая: снизить выбрасывание ресурсов, ведь перепроизводство наносит вред экологическому состоянию планеты.

## Отличия от других методов спасения еды
Другие организации, такие как немецкий банк продовольствия «Tafel», отличаются от фудшеринга тем, что излишки пищи отдаются людям до истечения срока годности, тогда как на foodsharing.de могут распределяться также продукты с истекшим сроком годности, если они всё ещё съедобны и не представляют опасности для здоровья. Волонтёры (так называемые «фудсейверы») подписывают правовое соглашение, которое освобождает предприятия от ответственности и обязывает фудсейверов распределять еду исключительно бесплатно. Если для банка продовольствия «Tafel» основной целью является помощь нуждающимся, то foodsharing.de заинтересован только в спасении еды, независимо от финансовых обстоятельств получателя.